# La Granja de Santes Creus
La Granja de Santes Creus, la Granja dels Frares o la Granja de Codony, és un conjunt arquitectònic protegit com a bé cultural d'interès local del municipi del Morell. Entre els edificis que conformen el conjunt destaca el Molí del Codony, que també està inventariat de manera singular.

## Descripció
Actualment tots els edificis que integraven el caseriu de la granja del Codony es troben en runes, excepte l'església que fou restaurada el 1997. L'ajuntament del Morell també féu obres de recuperació i consolidació d’elements arquitectònics, així com posà una tanca al voltant dels edificis.

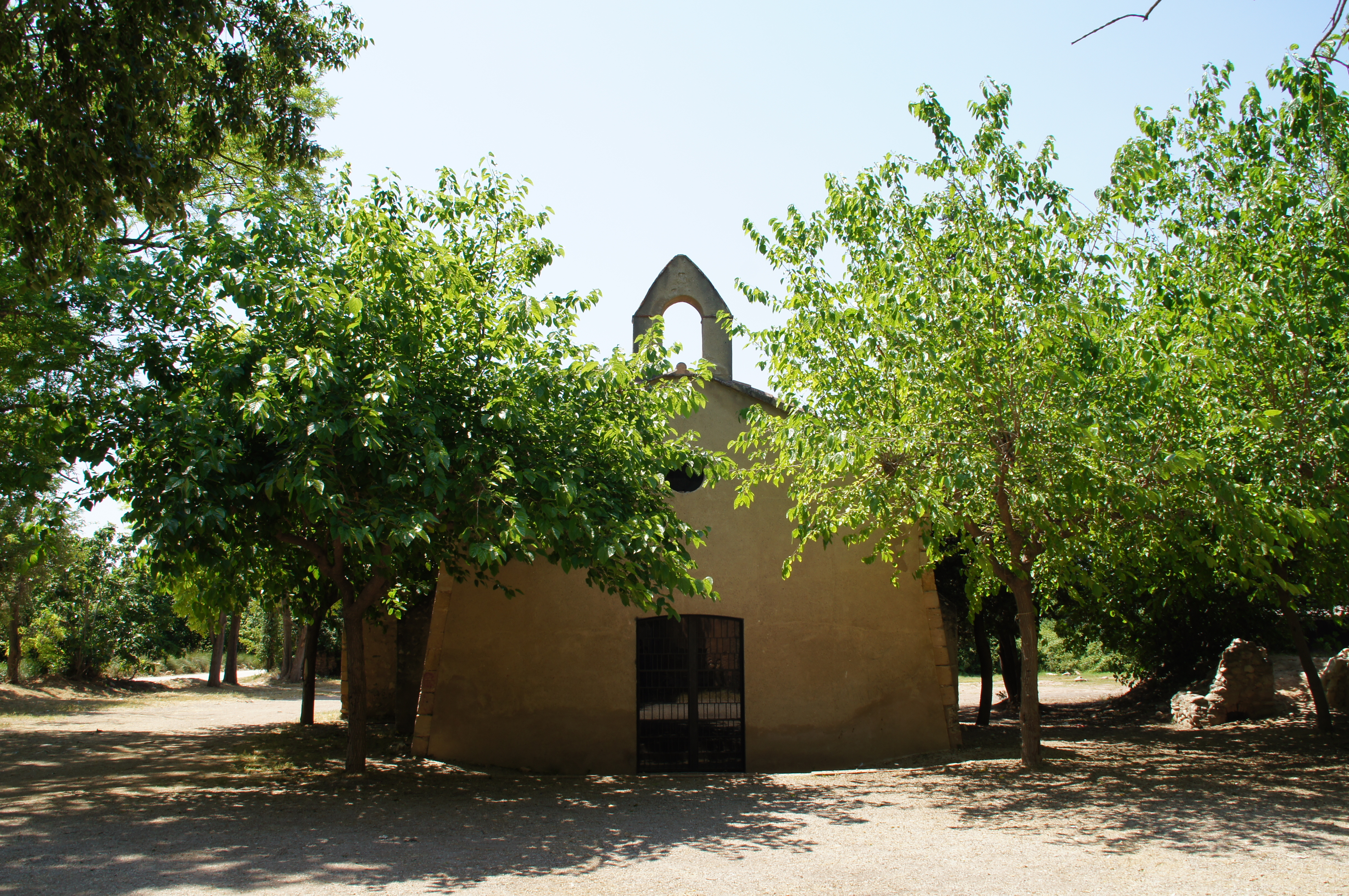
Església

 Un dels que s'ha conservat millor i que fou restaurada és l'església, de la qual encara es pot veure la seva espadanya, la porta d'accés i el rosetó que hi havia a sobre. L'edifici acaba amb forma triangular i no es conservà la teulada original, possiblement perquè degué ser de fusta. Les parets són de maçoneria amb carreus a les canonades. Aquest tipus de material es troba quasi tots els edificis del conjunt. També hi ha molts arcs apuntats que s'han quedat aïllats. Moltes de les cases en runes del caseriu tenien dos pisos.

### Molí del Codony
Els molins de la Granja de Santes Creus són uns edificis situats dins el terme del Morell, molt a la vora de la gran riera formada pel riu Francolí. L'estat de les edificacions és ruïnós i les parts que millor s'hi han conservat són la sala de les moles, els quatre canals d'entrada d'aigua dels cacaus i l'estructura de la bassa, malgrat que s'hi hagin instal·lat alguns cultius. Els cacaus, situats sota la sala de les tremuges estan plens de terra i és impossible determinar la seva disposició.
Destaca la sala de les moles, situada a peu pla del camí i capaç per a quatre molins, tot i que darrerament n'eren utilitzats dos. És de planta rectangular amb coberta de fusta sostinguda per quatre arcades ogivals rebaixades.
La porta actual d'accés no correspon a l'originària que es conserva tapiada al mur immediat al riu i que era de mig punt. El casal no té altres obertures a les parets. Els materials emprats per fer la paret propera a la bassa són carreus ben tallats. Les arcades que sostenen la coberta són també de pedra tallada.
Aquest molí és del s.XII-XIII. D'arquitectura templera, la planta és de 6 x 20 m on s'identifiquen els encaixos de les quatre moles a la planta baixa que és coberta per tres arcades ogivals, pel darrere la bassa amb quatre cacaus i per sota l'edifici s'entreveu dues obertures d'1,30 m per on desguassava el molí.
El 2020 s'hi féu una intervenció per tal de desenrunar i apuntalar les estructures del molí així com fer una prospecció arqueològica inicial i el 2022 s'hi féu una altra intervenció arqueològica en la qual es buidaren els cacaus que hi ha sota l'edifici, en un dels quals s'hi trobà l'antiga roda del molí, de fusta, i el seu corresponent eix de ferro.També es localitzaren les canalitzacions per on passava l'aigua que feia funcionar el molí i que després anava cap al riu Francolí. Igualment, es recuperaren materials de menys importància, com ara restes de ceràmica, vidre i metall i es consolidaren els murs existents per tal d'evitar ensorraments.

## Història

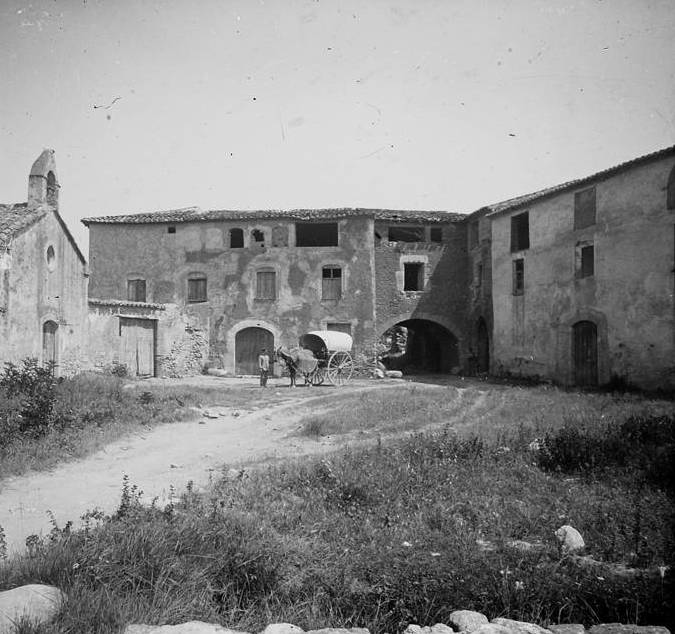
Aspecte del conjunt l'any 1919

La cronologia de la Granja no es pot establir definitivament perquè degué sofrir moltes transformacions i així es veu a l'estructura dels edificis. Està situada al marge dret del riu Francolí i pertanyia a l'antic terme del Codony. De fet, fins al segle xix havia pertangut a Vilallonga. En el moment que passà a el Morell tenia 175 habitants. Morera ja cità l'alou de la Granja de Santes Creus com a part integrant del Codony.
El monestir de Santes Creus va fruir d'un important domini territorial sobre el Codony i fou incorporat al monestir els anys 1160 i 1186. La propietat es localitzà a una àrea molt rica i els frares havien d'iniciar ràpidament la seva explotació. El molí fou conegut originàriament fou conegut com a Molí del Codony i després com de la Granja. En foren propietaris l'Orde del Temple i després el Monestir de Santes Creus. El 22 de desembre de 1160, Santes Creus va rebre, mitjançant dues donacions, unes terres a la vora del Francolí, en cessió feta per Agnès, comtessa de Tarragona, i l'altra, d'en Guillem de Claramunt. A totes dues donacions, juntament amb les terres, es concedí a Santes Creus el dret a bastir uns molins, però aquesta menció només fa referència a la simple donació d'uns drets dominicals.
L'interès del monestir a colonitzar aquesta àrea va fer que a l'inici del conreu de les terres, s'emprengués l'edificació dels dos casals dels molins. Tot i aquestes dates primerenques, la construcció que s'ha conservat és de darreries del segle xiii, principis del XIV.